# Kanton Guérande
Der Kanton Guérande (bretonisch Kanton Gwenrann) ist seit 1790 ein französischer Kanton im Arrondissement Saint-Nazaire, im Département Loire-Atlantique und in der Region Pays de la Loire; sein Hauptort ist Guérande.

## Geschichte
Der Kanton entstand 1790. Von 1790 bis 2015 gehörten sechs Gemeinden zum Kanton Guérande. Mit der Neuordnung der Kantone in Frankreich stieg die Zahl der Gemeinden 2015 auf 10. Von den bisherigen sechs Gemeinden wechselte Saint-André-des-Eaux zum Kanton La Baule-Escoublac. Zu den fünf verbleibenden Gemeinden kamen alle Gemeinden des bisherigen Kantons Herbignac und die Gemeinde Saint-Joachim aus dem Kanton Pontchâteau hinzu.

## Lage
Der Kanton liegt im Westen des Départements Loire-Atlantique.

## Gemeinden
Der Kanton besteht aus zehn Gemeinden mit insgesamt 52.078 Einwohnern (Stand: 1. Januar 2022) auf einer Gesamtfläche von 385,12 km²:
| Gemeinde               | Gallo                 | Bretonisch        | Einwohner (2022) | Fläche (km²) | Code postal | Code Insee |
| ---------------------- | --------------------- | ----------------- | ---------------- | ------------ | ----------- | ---------- |
| Assérac                | Aserac                | Azereg            | 1.881            | 32,91        | 44410       | 44006      |
| Guérande               | Gèraundd              | Gwenrann          | 16.684           | 81,44        | 44350       | 44069      |
| Herbignac              | Èrbinyac              | Erbigneg          | 7.178            | 71,43        | 44410       | 44072      |
| La Chapelle-des-Marais | La Chapèll-dez-Marèsc | Chapel-ar-Geunioù | 4.424            | 18,05        | 44410       | 44030      |
| La Turballe            | La Tróball            | An Turball        | 4.862            | 18,53        | 44420       | 44211      |
| Mesquer                | Messqér               | Mesker            | 2.156            | 16,72        | 44420       | 44097      |
| Piriac-sur-Mer         | Piriac                | Penc'herieg       | 2.663            | 12,37        | 44420       | 44125      |
| Saint-Joachim          | Saent-Joacein         | Sant-Yoasin       | 4.125            | 86,22        | 44720       | 44168      |
| Saint-Lyphard          | Saent-Lifar           | Sant-Lefer        | 5.246            | 24,63        | 44110       | 44175      |
| Saint-Molf             | Saent-Mou             | Sant-Molf         | 2.859            | 22,82        | 44350       | 44183      |
| Kanton Guérande        | Gèraundd              | Gwenrann          | 52.078           | 385,12       | -           | 4409       |

Der alte Kanton Guérande umfasste sechs Gemeinden auf einer Fläche von 176,59 km². Diese waren: Guérande (Hauptort), La Turballe, Mesquer, Piriac-sur-Mer, Saint-André-des-Eaux und Saint-Molf. Er besaß vor 2015 einen anderen INSEE-Code als heute, nämlich 4413.

## Bevölkerungsentwicklung
| 1962   | 1968   | 1975   | 1982   | 1990   | 1999   | 2006   | 2013   |
| ------ | ------ | ------ | ------ | ------ | ------ | ------ | ------ |
| 13.390 | 13.612 | 15.267 | 18.117 | 22.139 | 26.043 | 30.426 | 32.708 |

## Politik
Im 1. Wahlgang am 22. März 2015 erreichte keines der sechs Wahlpaare die absolute Mehrheit. Bei der Stichwahl am 29. März 2015 gewann das Gespann Jean-Pierre Bernard/Chantal Brière (beide UD) gegen Franck Hervy/Dominique Migault (beide PS) mit einem Stimmenanteil von 56,73 % (Wahlbeteiligung:47,62 %).
Seit 1945 hatte der Kanton folgende Abgeordnete im Rat des Départements:
| Vertreter im conseil général des Départements | Vertreter im conseil général des Départements | Vertreter im conseil général des Départements                           |
| Amtszeit                                      | Name                                          | Partei                                                                  |
| --------------------------------------------- | --------------------------------------------- | ----------------------------------------------------------------------- |
| 1945–1970                                     | René Dubois                                   | Parti républicain de la liberté, dann RPF und Républicains indépendants |
| 1970–1982                                     | Olivier Guichard                              | Union des démocrates pour la République, dann RPR                       |
| 1982–1986                                     | Jean Rousseau                                 | der RPR nahestehend                                                     |
| 1986–1994                                     | Michel Rabreau                                | RPR                                                                     |
| 1994–2001                                     | René Leroux                                   | PS                                                                      |
| 2001–2006                                     | Jean-Pierre Dhonneur                          | RPR, dann UMP                                                           |
| 2006–2015                                     | René Leroux                                   | PS                                                                      |
| 2015–                                         | Jean-Pierre Bernard Chantal Brière            | Union de la Droite                                                      |